# Perdidos e Malditos
Perdidos e Malditos é um filme brasileiro de 1975, do gênero drama, dirigido por Geraldo Veloso.
Sinopse: Almeida atravessa crise de definição existencial: casado com Gisela, intelectual, filha do dono do jornal que ele dirige, entra em choque com seu amigo Tavares, policial que investiga assassinato provocado por uma série de reportagens do seu jornal sobre o submundo do crime. Almeida obedece a ordens superiores e não pode atender ao pedido de Tavares para que suspenda as reportagens, causando assim graves problemas para ambos. Decidido a abandonar o jogo sujo de interesses ocultos, resolve então reformular sua vida.

## Elenco
- Carlos Figueiredo .... Carlão
- Dina Sfat ....Aparição
- Paulo Villaça  ....Almeida
- Maria Esmeralda ....Gisela
- Selma Caronezzi ....Mulher estranha
- Billy Davis ....Tavares
- Marcelo França ....Leal
- Célia Messias
- Geraldo Veloso